# Tommy (レフェリー)
Tommy（トミー、1966年11月10日 - ）は、プロレスのレフェリー、元女子プロレスラー。本名：柳下 まさみ（やぎした まさみ）。

## 経歴
1982年、全日本女子プロレスに入団。体重が増えなかった事もあり一年遅れ昭和58年組となる（同期には後にブル中野となる中野恵子）。9月23日、埼玉県戸田市スポーツセンター大会での中野恵子相手の1対2変則マッチ（パートナーは小松美加）でデビューするが挫折し、レフェリーに転向。
和田京平の指導を仰ぎ、同年10月1日、岡山県和気町大会でレフェリーデビューを果たした。
1989年、全女を退団してトミー蘭としてジャパン女子プロレスで裁く。
ジャパン女子崩壊後はLLPW旗揚げに参加してメインレフェリーとなる。
後に再びフリーとなり、GAEA JAPAN、JDスター女子プロレス、NEO女子プロレスなどでも裁く。
卓越した判断力とマット裁きを武器に、女性レフェリーでは現役最長を記録。
その後、プロレスリングWAVEをメインとしてMarvelous、アクトレスガールズ、アイスリボン（後楽園ホール大会と地方大会限定）、REINA（ビッグマッチ限定）など女子プロレス団体で幅広く活動する一方、地方遠征の際は選手バスの運転、下神明駅（東急大井町線）近くで飲食店を経営している。また、節目の年には興行をプロデュースしている。
かつてアルシオンが使用したリングキャンバスのひとつを個人で保持しており、主にWAVE興行で使用されている。
2021年1月1日、プロレスリングWAVEおよびMarvelousに兼任所属。